# Coenocorypha pusilla
Coenocorypha pusilla é uma espécie de ave da família Scolopacidae.
É endémica da Nova Zelândia.
Os seus habitats naturais são: florestas temperadas e campos de gramíneas de clima temperado.